# Gnypeta oblata
Gnypeta oblata är en skalbaggsart som beskrevs av Thomas Casey 1911. Gnypeta oblata ingår i släktet Gnypeta och familjen kortvingar. Inga underarter finns listade i Catalogue of Life.